# Paweł Jasiński
Paweł Jasiński (ur. 1974 we Włocławku) – polski poeta, malarz i tekściarz.

## Poezja
Jako poeta zadebiutował w 1994 roku na łamach czasopisma Mać Pariadka. Swoją twórczość z lat 2001–2016 zebrał w tomiku poezji pt. Dybuk. Następnie ukazał się zbiór Zbiesiły się anioły. Wiersze Pawła Jasińskiego publikowane były w magazynach: Nowe Myśli, Helikopter, Obszary Przepisane, Kontent, Wizje, Tlen Literacki, Poezja Dzisiaj, Pisarze.pl, Afront i Odra. W styczniu 2019 r. twórczość włocławskiego poety została zaprezentowana w ramach Poczty Poetyckiej Polskiego Radia Koszalin. Jego wiersze zamieszczane były w antologiach grup poetyckich i wydawnictwach pokonkursowych. Teksty piosenek autorstwa Jasińskiego są wykorzystywane m.in. przez włocławski zespół WWK Teraz My oraz jeleniogórski zespół Leniwiec.
W 2018 r. nakładem krakowskiego wydawnictwa Ridero ukazał się trzeci tomik poezji pt. Skowyt rozproszenia, dostępny także w formie e-booka. W Prologu do wierszy Dorota Wojtkowska wymienia cechy charakterystyczne twórczości Jasińskiego, m.in.: różne długości fraz, duża ilość znaków interpunkcyjnych, pragmatyzm i krytyka współczesnej rzeczywistości. Określa ją mianem intelektualnej głębi, która zachęca do szukania odpowiedzi na pytania o sens istnienia w celu wytworzenia lepszej egzystencji.
Był członkiem Kujawskiego Stowarzyszenia Literatów we Włocławku, skreślonego z rejestru stowarzyszeń w 2020 roku.
W 2020 roku ogłosił zakończenie kariery poetyckiej.

### Wyróżnienia
Za swoją twórczość literacką otrzymał Wyróżnienie Specjalne Dyrektora Wydziału Kultury i Sportu Urzędu Miasta Włocławek (2013) oraz Nagrodę Prezydenta Miasta w dziedzinie twórczości artystycznej, upowszechniania i ochrony kultury. W 2019 r. otrzymał wyróżnienie na II Ogólnopolskim Konkursie Poetyckim „Bez-Kresy” organizowanym przez Urząd Miasta i Gminy w Cieszanowie, Miejską Bibliotekę Publiczną w Cieszanowie oraz Stowarzyszenie Salon Literacki w Warszawie.

## Malarstwo
Paweł Jasiński jest czynnym malarzem. W swojej twórczości najczęściej sięga po technikę akrylową, tworzy też szkice węglem i pastele.